# Jacob Burckhardt
Carl Jacob Christoph Burckhardt (Basilea, 25 de mayo de 1818-Basilea, 8 de agosto de 1897) fue un historiador suizo de arte y cultura.

## Biografía
Nació en Basilea, en familia acomodada; fue educado en Neuchâtel y hasta 1839 estudió teología protestante. En 1838 hizo su primer viaje a Italia y también publicó sus primeros artículos importantes: Bemerkungen über schweizerische Kathedralen («Observaciones acerca de las catedrales suizas»). En 1839 se trasladó a la Universidad de Berlín, donde estudió hasta 1843, aunque pasó parte de 1841 en Bonn, donde fue pupilo de Franz Kugler, historiador de arte, a quien le dedicó su primer libro: Die Kunstwerke der belgischen Städte (Las obras de arte de las ciudades belgas) (1842).
Fue profesor de Historia en la Universidad de Basilea (1845-1847, 1849-1855 y 1858-1893) y en el Instituto Politécnico Federal de Zúrich (1855-1858). Basilea tenía una universidad muy pequeña, con 27 alumnos, pero como profesores estaban W. Dilthey, Johann Jakob Bachofen y Friedrich Nietzsche. Burckhardt tenía tres alumnos, uno de ellos era el propio Nietzsche.
Criticó a la llamada cultura industrial y fue contrario a las tendencias idealistas e historicistas en boga en el mundo académico durante su época. En contraposición a ellas elaboró una teorización historiográfica a la cual llamó Kulturgeschichte («Historia de la cultura»).

## Obras
Fue autor de diversas obras, entre ellas Die Zeit Constantins des Großen (La época de Constantino el Grande) (1853), en la cual efectúa una crítica sobre el problema de la mutación acaecida entre el período de la civilización grecorromana y la cristiana. Su obra más trascendente fue Die Kultur der Renaissance in Italien (La cultura del Renacimiento en Italia) (1860), considerada un modelo para el tratamiento de la historia de la cultura por la abundancia de planos de análisis que tuvo presente.
Entre sus obras póstumas, cabe hacer mención de las Reflexiones sobre la historia universal y la Historia de la cultura griega (editadas por primera vez en 1889 y 1902), obras en las cuales la civilización griega es considerada desde una perspectiva eurocéntrica, el primer paso en el devenir histórico del desarrollo de la individualidad y la espiritualidad humanas. Así mismo, una pequeña guía de arte para recorrer Italia bajo el título El cicerone.

### Die Zeit Constantins des Großen
Escrito en 1853. Su tema es el periodo comprendido desde el advenimiento de Diocleciano hasta la muerte de Constantino I. Además de la política se ocupa de otros temas. 
A Burckhardt le interesan las épocas de transición, como esta, que es la desaparición del paganismo por la llegada del cristianismo. Sus obras son más populares y será el autor en los que se basarán los historiadores de la segunda parte del siglo XIX. Con esta obra cambia la perspectiva del trabajo del historiador. Antes se creía que el historiador no elegía, se dedicaba a la Historia Política, que era lo importante. El historiador elige sus temas y lo hace de manera subjetiva, escoge unos u otros. Los historiadores antes hacían revisiones críticas, pero Burckhardt no lo hace porque eso le aburre, dice que no le compensa la historia política, porque además no vende. Él propone otro modo de tratar la historia, pero sin condenar los demás métodos.

### El cicerone
En 1855 escribe El cicerone, libro que surge de los veranos que pasaba en Italia, en los que se dedica a dibujar y a estudiar los restos que encuentra. Hace una especie de guía de viaje con sus itinerarios. Son tres tomos, divididos en arquitectura, escultura y pintura. Así se llega a analizar incluso el estilo dórico. Fue uno de los libros con mayor éxito de la época.

### La cultura del Renacimiento en Italia
Die Kultur der Renaissance in Italien, la obra más trascendental de toda la producción de Burckhardt. Publicado en 1860, aplica su método a la Italia del Renacimiento. El autor no usa documentos originales, sino que recurre a los ya utilizados por otros historiadores, pero los aplica a aspectos culturales.
Burckhardt piensa que lo más importante de una obra son las preguntas que se realiza el historiador, su manera de preguntarse. Su estilo es más original. De las seis partes, sólo la primera es de historia política, pero presenta al Estado como obra de arte, no lo plantea al estilo de Ranke.

### Historia de la cultura griega
En su última obra Historia de la cultura griega, póstuma, publicada entre 1898 y 1902 en cuatro tomos, los especialistas en la historia de Grecia la rechazan cuando sale a luz es porque Burckhardt no es especialista en ese tema. Sin embargo, la respuesta del público es otra, pues fue un libro de mucho éxito, y luego los especialistas la adoptan. Es una anécdota de la crisis que afectaba ya en esos momentos a la historia.
Sólo el primer tomo es de historia política El Estado y la Nación sobre la organización de la polis. El segundo tomo trata los temas de la religión, el culto y la adivinación del futuro. El tercer volumen versa sobre las artes figurativas, como filosofía o poesía, y el cuarto libro es el hombre griego en su desarrollo temporal, en el que analiza las estatuas para comprender su ideal de belleza o la sanidad existente en esa época.

## Historiografía
Burckhardt es un disidente, pero en un sentido relativo, y no tan abrupto como lo fue Lamprecht. Le ofrecen la cátedra de Ranke y la rechaza, lo cual hizo que fuese un disidente y que no le aceptaran los demás historiadores. Él sólo pretendía tener un lugar para su forma de hacer historia, pero no sustituyendo al método historicista. 
La visión histórica de Jacobo Burckhardt planteaba la existencia predominante de tres grandes fundamentos que en cierta forma determinan los tiempos históricos, y a través de los cuales se podría explicar esta. El Estado, la Religión y la Cultura; la relación que se establece entre estos tres grandes fundamentos es determinante para el desarrollo de los tiempos. Esto queda bien establecido en una de sus obras principales: Reflexiones sobre la historia universal.
Burckhardt no considera esencial al detalle, porque quiere tener una perspectiva más amplia de los hechos históricos y por eso realiza en sus obras una perspectiva comparativa.
Hayden White, teórico de la historia, afirmaba en su Metahistoria que el contenido de un texto histórico se basa en gran medida en su forma. Y muestra que así como la historia del positivista Ranke está estructurada como una comedia, la de Burckhardt estaría edificada como una sátira. Mientras que la tragedia y la comedia son sistemas narrativos en los que hay conflicto entre héroe y mundo, con el romance y la sátira pasaría lo contrario. En el primero, el héroe está por encima de las circunstancias, supera unas pruebas que le son impuestas. En la sátira ocurre lo opuesto, las fuerzas superan al héroe, y por eso, la narración es irónica, ya que el héroe no tiene posibilidad de vencer. Si se admite la perspectiva polémica de White, el pesimismo de Burckhardt le hace escribir así, las condiciones históricas pueden con el protagonista, no pasa lo que tiene que pasar.
Más recientemente, en 2004, Peter Burke —que se sitúa abiertamente en la gran tradición de Burckhardt, y habla incluso de un retorno a éste—, recuerda el peso gigantesco y la vigencia de un modo de abordar la historia de la alta cultura, mostrando sus ramificaciones a finales del siglo XX.

## El Estado y la religión
Para él, el Estado es un derivado de la vida cultural y económica y se concibe como un componente que expresa la sed humana de poder. Burckhardt está influenciado por Schopenhauer, cuyo pesimismo retoma. En particular, da el ejemplo de Grecia, explicando cómo las ciudades se desgarraban entre sí, hasta el punto de la aniquilación, recurriendo a las masacres o las deportaciones de clases enteras. Burckhardt se opone explícitamente a Rousseau, a quien considera ingenuo: el Estado  es un instrumento de violencia, que se transforma en fuerza y ley mediante discursos de legitimación, como la religión. La propensión del Estado a seguir solo su interés, se expresa en particular mediante la estandarización del pensamiento; el Estado es de hecho un factor de inmovilidad, y las expresiones de individualidad, generalmente transmitidas por la cultura (que es el elemento inestable de las civilizaciones) son peligrosas para él. Esta estandarización la observa Burckhardt en el mundo moderno, en el hecho de que el Estado paga a los hombres para que los instruyan, y que, por lo tanto, están sujetos a él, como Schopenhauer había señalado en su Parerga y Paralipomena.
Además de este pensamiento único engendrado por la omnipotencia del Estado sobre la cultura, su tendencia es naturalmente totalitaria. Burckhardt no usa este término, pero describe cómo el Estado moderno se convierte en un Estado policial que debe gobernar de manera coercitiva todas las áreas de la sociedad, abandonando su rol político principal: el comercio, la igualdad de derechos, la sanidad, la seguridad, etc.
Así, para Burckhardt, la intromisión del Estado en áreas que no están necesariamente vinculadas a él es el resultado predecible del capitalismo moderno, que se ha convertido en la única norma de la existencia humana. En el pasado los hombres tenían una vida que vivir, recientemente se trata de administrar una empresa, así como de las demandas socialistas y los derechos humanos. En consecuencia, es de esperar que la desigualdad de derechos se restaure algún día, porque la igualdad existe más o menos en la ley solo por el apoyo de esta violencia legitimada que es el Estado, es decir, que la igualdad no es en absoluto una etapa superior en la historia de la humanidad, sino un Estado que resulta de varias combinaciones de fuerzas. Cuando este poder conservador del Estado se combina con la religión, está hecho de pensamiento y arte. Burckhardt da el ejemplo de Egipto, pero la ciencia aún puede florecer bajo ciertas condiciones.
La religión, otro elemento esencial, es la base de toda sociedad y de todo arte. Este es el primer eslabón que permite la estabilidad social. Así, al igual que el Estado, la religión contribuye a la estabilidad de la vida humana. Pero Burckhardt distingue varios tipos de religiones; de una manera esencial, distingue la religión monoteísta y la religión politeísta. En particular, se dirige al islam, que cree que es una forma espiritual muy pobre que fomenta el fanatismo y la brutalidad. Usa el mismo tipo de análisis para el judaísmo, que difiee del cristianismo en particular por su carácter nacional. Las religiones politeístas son para él de una naturaleza completamente diferente. En primer lugar, no todas tienen un clero, una tiranía del espíritu por excelencia. Y es esta ausencia de clero lo que le explica la increíble abundancia del pensamiento griego: en Grecia, dice, en una fórmula señalada por Nietzsche (fragmentos póstumos, otoño de 1869), las creencias se abandonan, permitiendo que la filosofía y la ciencia se desarrollen con gran libertad.

## Sobre Burckhardt

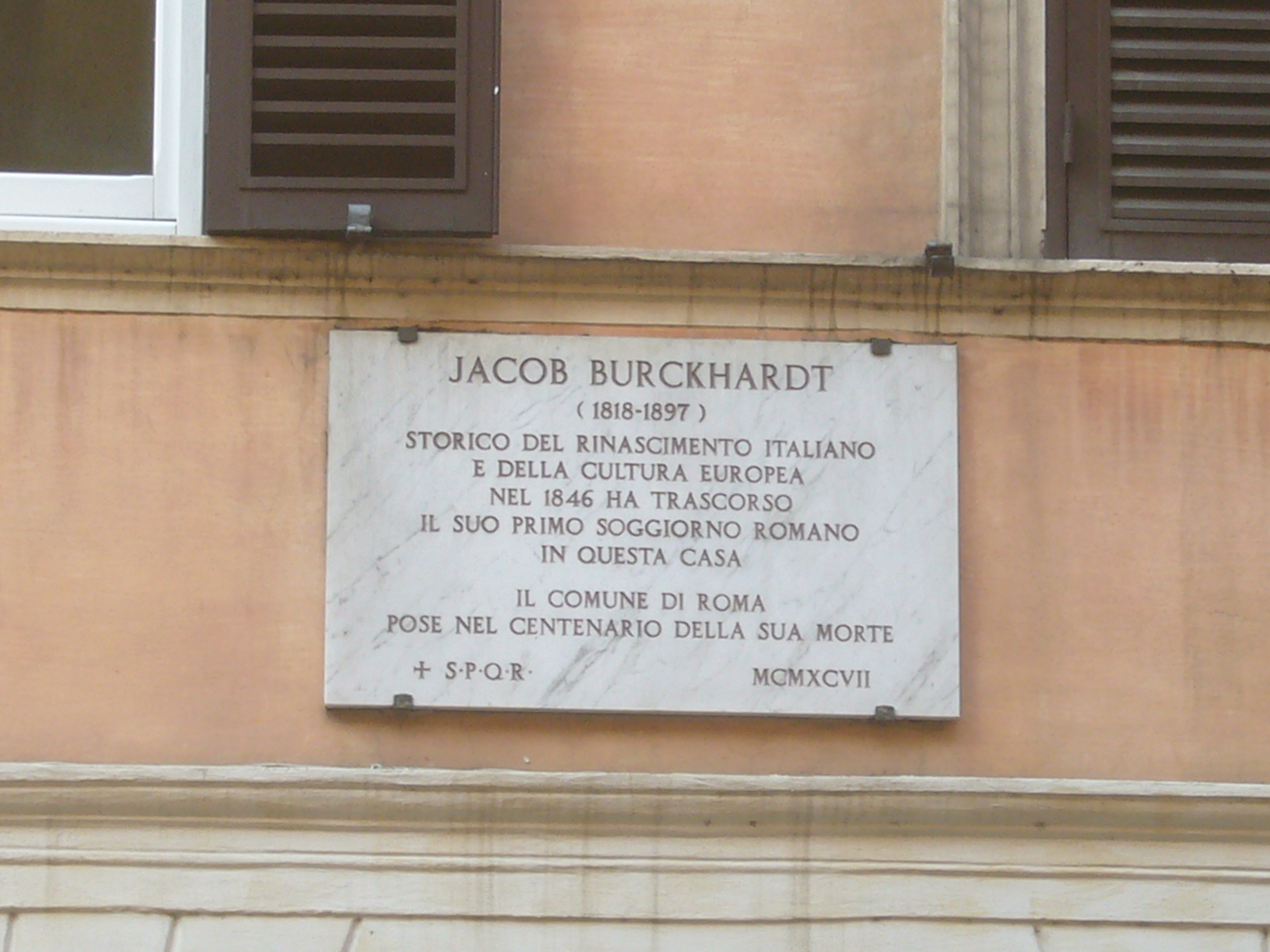
Roma, via Quattro Fontane: placa conmemorativa de Burckhardt en el centenario de su muerte.

Hay centenares de escritos que aluden a J. Burckhardt. Por supuesto está la biografía, ya clásica, de Werner Kaegi, en alemán y sin traducción a otros idiomas.
Para Alfonso Reyes, su obra es una de las más sugestivas del siglo XIX, que él cubrió con su vida. 
Tras la recuperación de Friedrich Nietzsche, realizada entre 1960-1970, se ha vuelto a valorar de cerca el peso de Burckhardt en la cultura alemana del siglo XIX, más allá de su valiosa correspondencia entre ambos desde 1874 hasta el año de la catástrofe de Nietzsche en 1889.
Entre las monografías recientes, sobresale la obra de L. Gossmann Basel in the Age of Burckhardt, Oxford University Press, 2000.